# John R. Walton
John R. Walton es un físico estadounidense, codescubridor del elemento químico de número atómico 102, el nobelio, junto a Albert Ghiorso, Torbjørn Sikkeland y Glenn T. Seaborg.
Fue descubierto en abril de 1958 por bombardeo de átomos de curio-246 con iones carbono en el acelerador de iones pesados (HILAC) del Laboratorio Nacional Berkeley de la Universidad de California.

## Publicaciones
- A. Ghiorso, T. Sikkeland, J. R. Walton, y G. T. Seaborg. Element No. 102. Physical Review Letters 1, 18–21 (1958) Radiation Laboratory y Departamento de Química, Universidad de California, Berkeley, California.
- A. Ghiorso, T. Sikkeland, J. R. Walton, y G. T. Seaborg. Attempts to Confirm the Existence of the 10-Minute Isotope of 102. Physical Review Letters. 1, 17 (1958)